# Ion Barbu
Ion Barbu, eredeti nevén: Dan Barbilian (Câmpulung, Románia, 1895. március 19.  – Bukarest, 1961. augusztus 11.) román költő és matematikus, egyetemi tanár, akadémikus. Matematikusként az eredeti nevét (Dan Barbilian) használta, költőként pedig a művésznevét (Ion Barbu). A 20. első felének egyik legjelentősebb román költője, a román irodalmi modernizmus és a román művészeti avantgárd képviselője. A Másod-játék (Joc secund) című kötete a matematikai szimbolizmus nagyszerű megteremtője. A fordíthatatlannak tartott versek fordítója Mandics György. A matematikában a Barbilian-terek viselik a nevét.

## Életpályája

### A matematikus
Matematikai tehetsége korán megnyilvánult, a középiskolában figyelemre méltó cikkeket közölt a Gazeta matematică című diáklapban. Ugyanakkor a költészet iránti szenvedélyét is megmutatja. 1914 és 1921 között a bukaresti egyetem természettudományi karán tanult matematikát. Tanulmányait az első világháború idején a katonai szolgálat miatt megszakította. Olyan híres professzorok tanították mint Gheorghe Țițeica, Dimitrie Pompeiu, David Emmanuel, Traian Lalescu és Anton Davidoglu. Tanulmányait Göttingenben, Tübingenben és Berlinben folytatta. 1929-ben doktorált. 1942-ben kinevezték az algebra professzorává a bukaresti egyetemen. 
1933 után Barbilian főleg a geometria felé fordult, Felix Klein erlangeni programjának képviselőjeként. De az algebra modern elméletei is érdekelték. 1936-ban a Román Tudományos Akadémia tagja lett. 1938-tól tagja volt a német Deutsche Mathematische Vereinigung matematikai társaságnak.

### A költő
1919-től kezdett közölni a Sburătorul című irodalmi lapban Ion Barbu néven. Már diákkorában megismerkedett Tudor Vianu irodalomkritikussal, akivel mély barátságot kötött, és aki kezdetektől írásra buzdította.
Dan Barbilian azt tartotta, hogy a költészet és a geometria kiegészítik egymást az életében: ahol a geometria megmerevedik, ott a költészet horizontot ad számára a tudás és a képzelet számára. Tudor Vianu monográfiát szentel neki, amelyet a mai napig az egyik legteljesebbnek tartanak.
Legismertebb versei Csigagyűjtés (După melci) címen 1921-ben jelentek meg a Viața Românească folyóiratban.

#### Versei magyar nyelven
- Ion Barbu legszebb versei. Ford. Jánky Béla et al. Bukarest: Albatrosz. 1971.
- Másod-játék: Versek. Ford. Kányádi Sándor, Mandics György et al. Budapest: Európa. 1985.  ISBN 963 07 3622 5

### Politikai nézetei
Barbu apolitikus volt, egyetlen figyelemre méltó kivétellel: 1940-ben a Vasgárda szimpatizánsa lett (valószínűleg opportunizmusból, abban a reményben, hogy hatalomra jutásuk után egyetemi tanár lesz), antiszemita verseket dedikált Corneliu Zelea Codreanu vasgárdista vezérnek. Szintén 1940-ben írt egy Hitlert dicsérő verset is.

## Fordítás
Ez a szócikk részben vagy egészben  az   Ion Barbu című román Wikipédia-szócikk fordításán alapul.  Az eredeti cikk szerkesztőit annak laptörténete sorolja fel. Ez a jelzés csupán a megfogalmazás eredetét és a szerzői jogokat jelzi, nem szolgál a cikkben szereplő információk forrásmegjelöléseként.